# Tratado de Breda

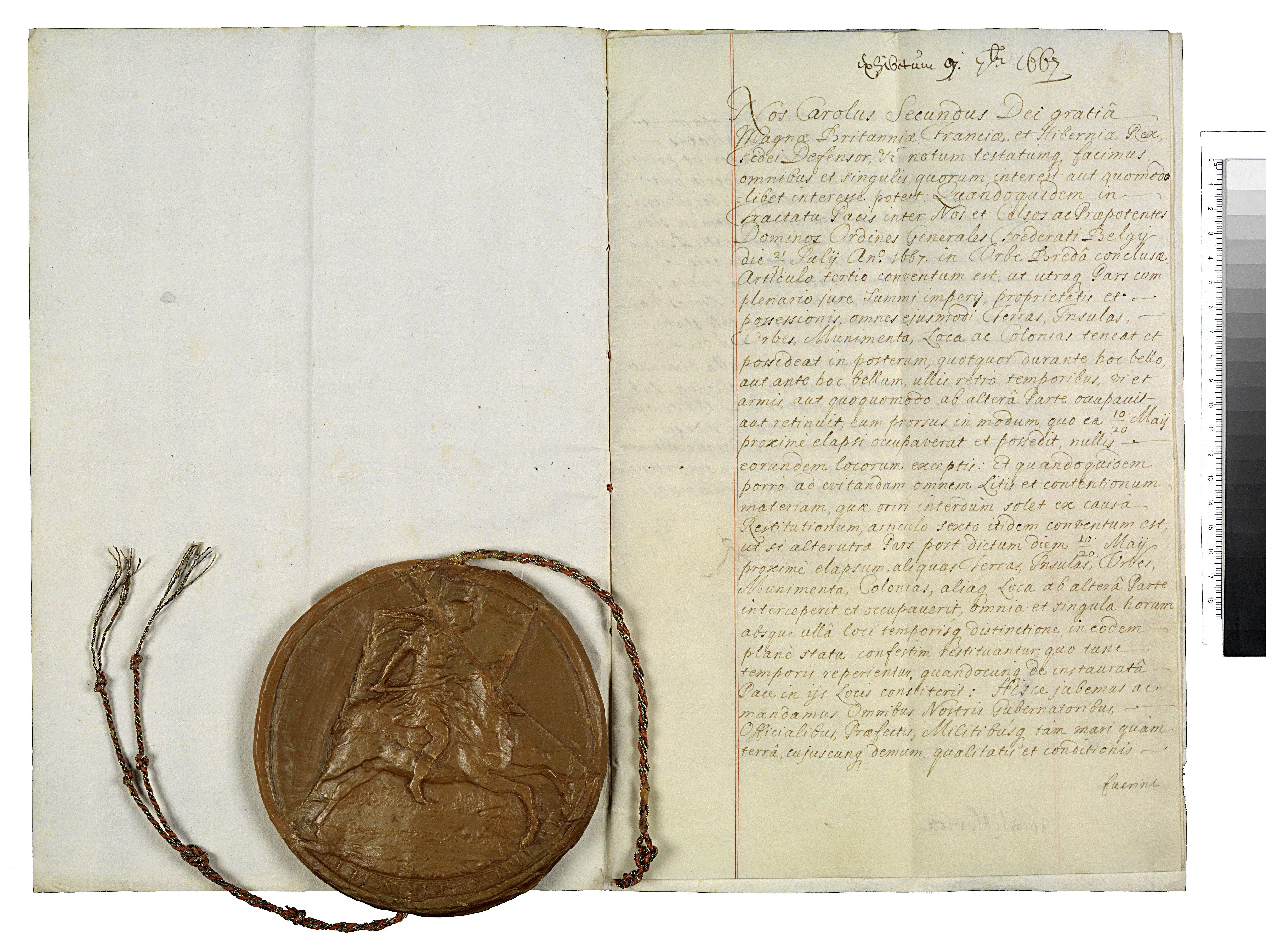
Última página do Tratado de Breda

O Tratado de Breda, assinado entre a República das Sete Províncias Unidas dos Países Baixos e o Reino da Grã-Bretanha a 31 de julho de 1667, terminou com a Segunda Guerra Anglo-Holandesa.
O tratado leva o nome da cidade de Breda, nos Países Baixos, onde foi assinado.[carece de fontes?]
O Tratado surgiu para dar fim à segunda guerra anglo-holandesa (1665-1667). A ilha Run, situada no arquipélago das ilhas Molucas, atual Indonésia, foi cedida aos Países Baixos, propiciando domínio mundial da noz-moscada, uma especiaria muito valorizada à época. O Tratado proporcionou a ambos uma saída digna do impasse. Os ingleses poderiam conservar Manhattan (rebatizada depois por Nova York) sem reivindicar seus direitos sobre a ilha Run e os holandeses a conservariam e não mais reivindicariam Manhattan.[carece de fontes?]